# 발산역
발산(SNU서울병원)역(Balsan(SNU Seoul Hospital)Station 鉢山(SNU서울病院)驛)은 대한민국 서울특별시 강서구 마곡동과 내발산동의 경계에 위치한 수도권 전철 5호선의 지하철역이다. 이 역이 내발산동에 걸쳐있어서 이름이 유래됐다.

## 역사
- 1996년 3월 20일: 서울 지하철 5호선 방화역~까치산역(마곡역 제외) 구간 개통과 함께 영업 개시

## 역 구조
승강장은 2면 2선의 곡선 상대식 승강장이며, 스크린도어가 설치되어 있다. 이 역은 반대편 승강장 횡단이 불가능하다. 출구는 9개가 있는데, 1,2,9번 출구는 마곡동에 있으며, 3,4번 출구는 등촌동, 5,6번 출구는 우장산동, 7,8번 출구는 내발산동에 위치한다.
이 역은 곡선으로 많이 휘었기 때문에 전동차와 승강장 사이가 넓으므로 승, 하차시 발이 빠지지 않도록 주의하여야 한다.

### 승강장
| 마곡 ↑   |
| \| 상    |
| ↓ 우장산 |

| 상행 | ● 수도권 전철 5호선 | 김포공항 · 방화 방면                   |
| 하행 | ● 수도권 전철 5호선 | 화곡 · 여의도 · 하남검단산 · 마천 방면 |

## 역 주변
1번 출구 
- 발산역사거리
- LG사이언스파크

2번 출구 
- 발산역사거리지하보도
- 헌혈의집 발산역센터

3번 출구 
- 서울호서직업전문학교
- 강서우체국
- 등촌주공아파트
- 국민건강보험공단 강서지사

4번 출구 
- 공항대로

5번 출구 
- KBS스포츠월드
- 한국가스공사
- 강서구청소년상담복지센터

6번 출구 
- 우장산힐스테이트아파트

7번 출구 
- 발산1동주민센터
- 명덕여자중.고등학교
- 명덕고등학교
- 명덕외국어고등학교

8번 출구 
- 발산1동
- 공항대로
- 이대서울병원

9번 출구 
- 마곡역 방면
- 기업은행마곡발산지점

## 이용객 변동
| 노선  | 노선   | 일평균 인원수 (명/일) | 일평균 인원수 (명/일) | 일평균 인원수 (명/일) | 일평균 인원수 (명/일) | 일평균 인원수 (명/일) | 일평균 인원수 (명/일) | 일평균 인원수 (명/일) | 일평균 인원수 (명/일) | 일평균 인원수 (명/일) | 일평균 인원수 (명/일) | 각주  |
| 노선  | 노선   | 2000년                | 2001년                | 2002년                | 2003년                | 2004년                | 2005년                | 2006년                | 2007년                | 2008년                | 2009년                | 각주  |
| ----- | ------ | --------------------- | --------------------- | --------------------- | --------------------- | --------------------- | --------------------- | --------------------- | --------------------- | --------------------- | --------------------- | ----- |
| 5호선 | 승차   | 13,349                | 14,550                | 14,042                | 13,849                | 13,504                | 14,651                | 15,261                | 15,371                | 15,000                | 13,234                | [ 1 ] |
| 5호선 | 하차   | 12,255                | 13,380                | 13,090                | 13,002                | 12,230                | 14,225                | 14,635                | 14,754                | 14,305                | 12,639                | [ 1 ] |
| 5호선 | 승하차 | 25,604                | 27,930                | 27,132                | 26,851                | 25,733                | 28,875                | 29,896                | 30,125                | 29,305                | 25,872                | [ 1 ] |
| 노선  | 노선   | 2010년                | 2011년                | 2012년                | 2013년                | 2014년                | 2015년                | 2016년                | 2017년                | 2018년                |                       | [ 1 ] |
| 5호선 | 승차   | 10,698                | 10,931                | 11,004                | 10,921                | 10,986                | 11,194                | 12,114                | 14,156                | 16,965                |                       | [ 1 ] |
| 5호선 | 하차   | 10,421                | 10,830                | 11,098                | 10,831                | 10,902                | 11,136                | 11,998                | 14,147                | 17,019                |                       | [ 1 ] |
| 5호선 | 승하차 | 21,119                | 21,761                | 22,102                | 21,752                | 21,888                | 22,330                | 24,112                | 28,303                | 33,984                |                       | [ 1 ] |

## 인접한 역
| 서울 지하철 5호선 본선 | 서울 지하철 5호선 본선 | 서울 지하철 5호선 본선            |
| ---------------------- | ---------------------- | --------------------------------- |
| 514 마곡 방화 방면     | ● 수도권 전철 5호선    | 516 우장산 하남검단산 · 마천 방면 |

## 사건사고
- 2020년 5월 24일 - 5호선 발산역 탈선 사고: 오전 1시 40분경, 발산역을 통과중이던 서울교통공사 5000호대 전동차인 518편성 5318호 차량이 탈선하여 발산역 스크린도어와 광케이블, 승강장이 파손된 사고가 일어났다.[2] 열차 운행이 중단된 새벽시간에 일어난 사고라서 인명피해는 없지만 12시간동안 운행이 중단되어 화곡~방화 구간에 대체버스를 투입하였다. 해당 편성은 결함이 생겨 2017년 3월부터 휴차 중에 있다가 방화차량기지로 회송 중이었으며 일부 파손된 스크린도어 철거되었고 재설치가 완료되었다.